# Karim Fouad
Karim Fouad Abdelhamid Mahmoud, noto semplicemente come Karim Fouad (in arabo كريم فؤاد‎?; Mansura, 1º ottobre 1999), è un calciatore egiziano, difensore dell'Al-Ahly e della nazionale egiziana.

## Caratteristiche tecniche
Fouad è un terzino destro, in grado di agire su entrambe le fasce o da mediano.

## Carriera

### Club
Muove i suoi primi passi nelle giovanili del Nogoom. Esordisce tra i professionisti il 22 febbraio 2019 nell'incontro perso 1-0 contro l'Al-Masry. Dopo aver trascorso due anni in prestito all'ENPPI, il 26 agosto 2021 firma un quinquennale con l'Al-Ahly. Il 28 ottobre 2022 va in rete nel derby contro lo Zamalek in Supercoppa d'Egitto, terminato 2-0 per l'Al Ahly.

### Nazionale
Nel 2021 viene convocato dalla nazionale olimpica egiziana per prendere parte alle Olimpiadi di Tokyo; viene utilizzato in tutti e tre gli incontri della fase a gironi. Esordisce in nazionale il 27 settembre 2022 contro la Liberia in amichevole, subentrando al 63' al posto di Omar Gaber.

## Statistiche

### Presenze e reti nei club
Statistiche aggiornate all'8 agosto 2024.
| Stagione        | Squadra         | Campionato      | Campionato | Campionato | Coppe nazionali | Coppe nazionali | Coppe nazionali | Coppe continentali | Coppe continentali | Coppe continentali | Altre coppe  | Altre coppe | Altre coppe | Totale | Totale | Totale |
| Stagione        | Squadra         | Comp            | Pres       | Reti       | Comp            | Pres            | Reti            | Comp               | Pres               | Reti               | Comp         | Pres        | Reti        | Pres   | Reti   |        |
| --------------- | --------------- | --------------- | ---------- | ---------- | --------------- | --------------- | --------------- | ------------------ | ------------------ | ------------------ | ------------ | ----------- | ----------- | ------ | ------ | ------ |
| 2018-2019       | Nogoom          | PL              | 12         | 0          | CE              | 0               | 0               | -                  | -                  | -                  | -            | -           | -           | 12     | 0      |        |
| 2019-2020       | ENPPI           | PL              | 26         | 0          | CE              | 1               | 0               | -                  | -                  | -                  | -            | -           | -           | 27     | 0      |        |
| 2020-2021       | ENPPI           | PL              | 26         | 0          | CE              | 1               | 0               | -                  | -                  | -                  | -            | -           | -           | 27     | 0      |        |
| Totale ENPPI    | Totale ENPPI    | Totale ENPPI    | 52         | 0          |                 | 2               | 0               |                    | -                  | -                  |              | -           | -           | 54     | 0      |        |
| 2021-2022       | Al-Ahly         | PL              | 22         | 0          | CE+CE           | 1+3             | 0+1             | CCL                | 3                  | 0                  | SE+SA+Cmc    | 1+0+2       | 1+0+0       | 32     | 2      |        |
| 2022-2023       | Al-Ahly         | PL              | 12         | 2          | CE              | 0               | 0               | CCL                | 0                  | 0                  | SE+Cmc       | 0           | 0           | 12     | 2      |        |
| 2023-2024       | Al-Ahly         | PL              | 25         | 2          | CE              | 1               | 0               | AFL+CCL            | 0+8                | 0                  | SE+SA+Cmc    | 2+0+3       | 1+0+0       | 39     | 3      |        |
| 2024-2025       | Al-Ahly         | PL              | 0          | 0          | CE              | 0               | 0               | CCL                | 0                  | 0                  | SE+SA+CI+Cmc | 0           | 0           | 0      | 0      |        |
| Totale Al-Ahly  | Totale Al-Ahly  | Totale Al-Ahly  | 59         | 4          |                 | 5               | 1               |                    | 11                 | 0                  |              | 8           | 2           | 83     | 7      |        |
| Totale carriera | Totale carriera | Totale carriera | 123        | 4          |                 | 7               | 1               |                    | 11                 | 0                  |              | 8           | 2           | 149    | 7      |        |

### Cronologia presenze e reti in nazionale
| Cronologia completa delle presenze e delle reti in nazionale ― Egitto | Cronologia completa delle presenze e delle reti in nazionale ― Egitto | Cronologia completa delle presenze e delle reti in nazionale ― Egitto | Cronologia completa delle presenze e delle reti in nazionale ― Egitto | Cronologia completa delle presenze e delle reti in nazionale ― Egitto | Cronologia completa delle presenze e delle reti in nazionale ― Egitto | Cronologia completa delle presenze e delle reti in nazionale ― Egitto | Cronologia completa delle presenze e delle reti in nazionale ― Egitto |
| Data                                                                  | Città                                                                 | In casa                                                               | Risultato                                                             | Ospiti                                                                | Competizione                                                          | Reti                                                                  | Note                                                                  |
| --------------------------------------------------------------------- | --------------------------------------------------------------------- | --------------------------------------------------------------------- | --------------------------------------------------------------------- | --------------------------------------------------------------------- | --------------------------------------------------------------------- | --------------------------------------------------------------------- | --------------------------------------------------------------------- |
| 27-9-2022                                                             | Alessandria d'Egitto                                                  | Egitto                                                                | 3 – 0                                                                 | Liberia                                                               | Amichevole                                                            | -                                                                     | 63’                                                                   |
| Totale                                                                |                                                                       | Presenze                                                              | 1                                                                     |                                                                       | Reti                                                                  | 0                                                                     |                                                                       |

## Palmarès

### Club

#### Competizioni nazionali
- Supercoppa d'Egitto: 4

Al-Ahly: 2021, 2022, 2023, 2024
- Coppa d'Egitto: 2

Al-Ahly: 2021-2022, 2022-2023
- Campionato egiziano: 3

Al-Ahly: 2022-2023, 2023-2024, 2024-2025

#### Competizioni internazionali
- CAF Champions League: 2

Al-Ahly: 2022-2023, 2023-2024
- Coppa Intercontinentale FIFA - Coppa Africa-Asia-Pacifico: 1

Al-Ahy: 2024